# I Don't Want to Spoil the Party
Pistes de Beatles for Sale
Every Little Thing What You're Doing
I Don't Want To Spoil The Party est une chanson créditée Lennon/McCartney et se retrouve sur l'album Beatles for Sale en 1964. Composée par John Lennon au cours de la tournée américaine du groupe en août 1964, il s'agit d'un texte très personnel de sa part, sur le mal-être qu'il ressent par rapport au fait de toujours devoir avoir l'air heureux en cette période de Beatlemania. La chanson est interprétée dans un style folk qui présente parfois des sonorités country.
Le morceau a été enregistré en une vingtaine de prises au cours d'une session du 29 septembre aux studios EMI d'Abbey Road et est publié au Royaume-Uni sur l'album Beatles for Sale début décembre. Aux États-Unis, il faut attendre juin 1965 pour qu'elle paraisse sur Beatles VI. La chanson sort également en single dans ce pays, en face B de Eight Days a Week et atteint, seule, la 39e place des classements.
Elle n'a fait l'objet que de peu de reprises, mais l'une d'elles, par Rosanne Cash en 1989, a atteint la première place des classements américains spécialisés dans la musique counrty.

## Historique

### Composition
I Don't Want to Spoil the Party est une des chansons composées par John Lennon dans les chambres d'hôtel qui ponctuent la première tournée américaine des Beatles, en août 1964. En pleine période de Beatlemania, le groupe est entraîné dans un rythme haletant. Outre les tournées internationales, il s'agit de préparer un deuxième album pour l'année (Beatles for Sale) alors qu'un premier est déjà sorti durant l'été (A Hard Day's Night). Lennon et McCartney ne parviennent d'ailleurs pas à composer, comme en début d'année, assez de chansons inédites pour le disque et le groupe doit avoir recours à des compositions plus anciennes, tout comme à six reprises de standards en plus de ses nouvelles chansons.

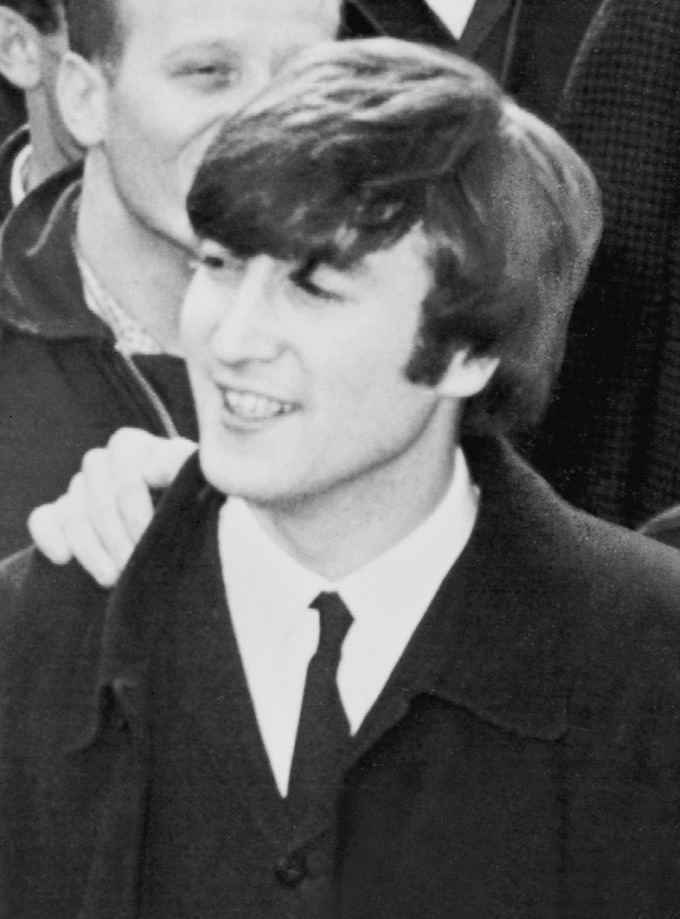
I Don't Want to Spoil the Party est une chanson personnelle composée par John Lennon.

C'est à cette époque que Lennon commence à évoquer ses sentiments personnels dans ses chansons. Comme il le dit en 1974, I Don't Want to Spoil the Party « est une chanson très personnelle de mon cru ». À la même époque, il est inspiré par le style folk de Bob Dylan, qui teinte une bonne part de ses compositions. La chanson parle donc d'un homme que sa petite amie a éconduit un soir de fête ; ce thème est courant dans la musique de l'époque. Mais au lieu d'insister sur la tristesse de l'événement, Lennon parle de son sentiment de « gâcher la fête », de son désir de partir dans la mesure où il n'arrive pas à faire semblant d'être heureux. Ce sentiment fictif se rapporte à une émotion bien réelle. En pleine période de Beatlemania, alors que les Beatles sont exposés partout et se doivent d'être drôles en toute circonstances, Lennon se sent triste. L'année suivante, sa dépression le pousse à lancer un appel à l'aide à peine dissimulé avec le hit Help!.
Du point de vue musical, la chanson tend vers la musique folk, voire le country, comme une bonne partie de l'album dont elle est issue. Le style country étant très prisé de Ringo Starr, McCartney suppose, dans ses entretiens avec Barry Miles, que la chanson avait à l'origine été composée pour lui. Beatles for Sale contient par ailleurs un nombre particulièrement élevé de chansons plus triste que d'habitude chez les Beatles, notamment par Lennon : outre I Don't Want to Spoil the Party, on trouve ainsi dans le même style des chansons comme I'm a Loser et Baby's in Black.

### Enregistrement
L'enregistrement de l'album Beatles for Sale est réalisé sur quelques dates entre août et octobre 1964, entre les tournées du groupe. I Don't Want to Spoil the Party est donc composée entre le premier jet de sessions, et le deuxième qui se déroule fin septembre, preuve de l'urgence dans laquelle est composé l'album. Le groupe retourne donc en studio le 29 septembre pour enregistrer pas moins de trois chansons dont celle-ci, casée entre des prises préparatoires pour Every Little Thing et What You're Doing. Sept premières prises de la chanson sont enregistrées dans l'après-midi, puis douze autres dans la soirée. Ce sont en tout dix-neuf essais qui sont nécessaires pour terminer la chanson, dont cinq seulement sont complets. L'enregistrement est dominé par la guitare rythmique acoustique de John Lennon, qui se charge du chant principal, harmonisé tout du long sur les couplets par Paul McCartney,  tandis que ce dernier et  George Harrison  se chargent des chœurs au sonorités country sur les refrains.
Le mixage mono est réalisé par le producteur George Martin et les ingénieurs du son Norman Smith et A.B. Lincoln lors d'une séance marathon le 26 octobre. C'est l'une des premières fois que le groupe, en studio entre deux concerts, assiste aux opérations de mixage pour lesquelles ils auront par la suite beaucoup plus d'intérêt. Il ne s'agit pas cependant d'une visite guidée par la simple curiosité : le groupe doit également enregistrer dans la journée les chansons Honey Don't et What's Your Doing (que le groupe a dû reprendre plusieurs fois depuis les premiers enregistrements). Ils travaillent également à la préparation de l'habituel disque de Noël qui doit être envoyé à leur fans. Le mixage stéréo est pour sa part réalisé par Martin, Smith et l'ingénieur assistant Mike Stone au cours de la toute dernière séance de travail sur le disque, le 4 novembre.

### Parution et reprises

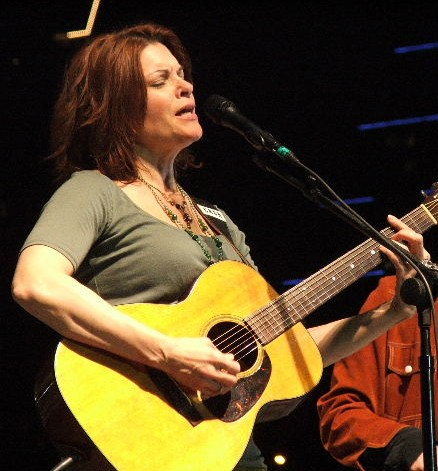
Rosanne Cash a produit une reprise de I Don't Want to Spoil the Party qui a atteint la tête des charts de musique country en 1989.

I Don't Want to Spoil the Party paraît le 4 décembre au Royaume-Uni, en douzième position sur l'album Beatles for Sale. Bien que le disque, réalisé dans l'urgence, soit généralement considéré comme le moins bon des albums des Beatles, il reçoit un accueil critique très favorable et atteint la première place des charts. Le public américain doit pour sa part attendre le 15 février 1965 pour la découvrir : Capitol Records la publie en effet en face B du single Eight Days a Week qui atteint la première place des charts. Aux États-Unis, où les deux faces d'un disque ont un classement différencié selon les diffusions à la radio, la face B atteint la 39e place des classements. Capitol Records ayant l'habitude de modifier la composition des disques des Beatles, I Don't Want to Spoil the Party n'apparaît pas sur l'équivalent américain de Beatles for Sale, Beatles '65. Il faut attendre le 15 juin 1965 et Beatles VI pour que la chanson apparaisse sur un album américain qui atteint la première place des charts.
I Don't Want to Spoil the Party n'a fait l'objet que de peu de reprises. Une a cependant connu un grand succès. La reprise par l'artiste country Rosanne Cash, en 1989, a en effet atteint la première place du classement de Billboard Hot Country Songs. Une autre interprétation, en 2008, par le groupe The Smithereens figure sur un album de reprises des faces B des Beatles.

#### Publication en France
La chanson arrive en France en mai 1965 sur la face B d'un 45 tours EP (« super 45 tours ») titré LES BEATLES ; elle est accompagnée  de Yes It Is. Sur la face A figurent Ticket to Ride et Baby's in Black. La photo de la pochette met en scène le groupe habillé en Inuits, elle a été prise au Hammersmith Odeon pour leur spectacle de Noël de 1964,.

## Fiche technique

### Interprètes
- John Lennon – guitare acoustique, chant, chœurs
- Paul McCartney – basse, chant, chœurs
- George Harrison – guitare solo, chœurs
- Ringo Starr – batterie, tambourin

### Équipe de production
- George Martin – producteur
- Norman Smith – ingénieur du son
- Ken Scott – ingénieur du son
- Mike Stone – ingénieur du son
- A.B. Lincoln – ingénieur du son